# Eolo-Kometa
Kometa-Xstra (código UCI: KTX), é um equipa ciclista profissional espanhol de categoria Continental que foi criada em 2018. O conjunto tem a sua origem na Fundação Contador, criada pelo ciclista madrileno, e é uma equipa de desenvolvimento para o conjunto Trek-Segafredo.
A primeira vitória da equipa foi na primeira etapa do Tour de Antalya ao ganhar Matteo Moschetti ao sprint do pelotão.

## Equipa filial
A equipa tem um conjunto filial sub-23 e outro em categoria júnior com o mesmo nome.

## Classificações UCI
A partir de 2005 a UCI instaurou os Circuitos Continentais UCI, onde a equipa está desde que se criou em 2018, registado dentro do UCI Europe Tour.

### UCI America Tour
| Temporada | Classificação por equipas | Melhor corredor | Posto |
| 2018      | 40º                       | Michel Ries     | 359º  |

### UCI Europe Tour
| Temporada | Classificação por equipas | Melhor corredor  | Posto |
| 2018      | 63º                       | Matteo Moschetti | 230º  |
| 2019      | 57.º                      | Márton Dina      | 448.º |

## Palmarés
Para anos anteriores veja-se: Palmarés da Kometa-Xstra

### Palmarés 2020

#### Circuitos Continentais da UCI
| Datas | Circuito | Carreiras | Ganhador |

## Plantel
Para anos anteriores veja-se: Elencos da Kometa-Xstra

### Elenco de 2020
| Nome                   | Nascimento | Nacionalidade | Equipa de 2019                   |
| Juan Camacho           | 24/07/1995 | Espanha       | Kometa Cycling Team              |
| Márton Dina            | 11/04/1996 | Hungria       | Kometa Cycling Team              |
| Alessandro Fancellu    | 24/04/2000 | Itália        | Neo (Kometa Cycling Team sub-23) |
| Erik Fetter            | 05/04/2000 | Hungria       | Pannon Cycling Team              |
| Giacomo Garavaglia     | 03/07/1996 | Itália        | Team Colpack                     |
| José Antonio García    | 16/08/1996 | Espanha       | Kometa Cycling Team              |
| Sergio García González | 11/06/1999 | Espanha       | Neo (Kometa Cycling Team sub-23) |
| Mathias Larsen         | 02/05/1999 | Dinamarca     | Team Waoo                        |
| Antonio Puppio         | 28/04/1999 | Itália        | Kometa Cycling Team              |
| Alejandro Ropero       | 17/04/1998 | Espanha       | Neo (Kometa Cycling Team sub-23) |
| Diego Pablo Sevilla    | 04/03/1996 | Espanha       | Kometa Cycling Team              |
| Riccardo Verza         | 22/08/1997 | Itália        | Neo (Zalf-Euromobil)             |
| Daniel Viegas          | 05/01/1998 | Portugal      | Kometa Cycling Team              |

1. ↑  Até 17 de janeiro.